# 渡辺たま

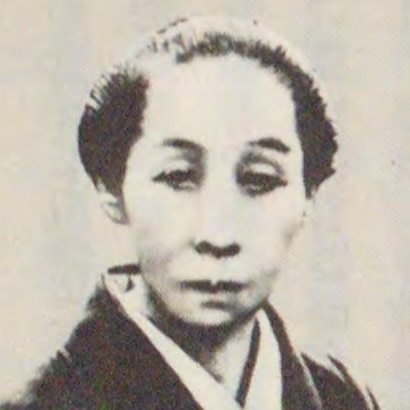
渡辺たま

渡辺 たま（わたなべ たま、1858年4月18日（安政5年3月5日） - 1938年（昭和13年）10月26日）は、日本の慈善家・女性活動家。名前は多満、玉子あるいは多満子とも。明治後期 - 昭和初期の横浜市において、多くの慈善事業団体の立ち上げや運営に関わった。正六位。

## 生涯
現在の群馬県碓氷郡松井田（現安中市）に、回送業を営む大河原太右衛門の次女として生まれる。大河原家は地元の名家であり、代々総社の神官を務めていた。
父太右衛門の兄新次郎は江戸の海産物商明石屋七代目渡辺治衛門に見込まれ、渡辺家の入り婿となり、八代目を襲名していた。太右衛門も明石屋との関係を深め、7代目明石屋治右衛門とともに開港にともなって、主に石炭を商うために出店した横浜の明石屋（明石屋平蔵商店、後に石福商店）の経営に当たった。文久2年（1862年）に6代目が亡くなると、明石屋平蔵商店の経営は新次郎の三男渡辺福三郎にまかされ、太右衛門はその後見に当たった。
たまは15歳のころ、伯父新次郎の招きを受けて東京で暮らし始めた。17歳でたまは福三郎と結婚し、横浜元浜町へ移る。福三郎との間には、四男七女の11人の子があった。
日清戦争前後から社会活動に参加するようになり、日露戦争の時期から後述の公共団体の運営に積極的に関与するようになった。慈善活動に際しては、当時の横浜を代表する実業家であった福三郎や、彼の経営する会社による多額の寄付や支援があった。

## 事業
たまは横浜孤児院（のちの三春園）、浦島保育院、横浜保育院などの児童保護施設、愛国婦人会神奈川県支部などの銃後支援活動、横浜婦人慈善会や横浜矯風会、横浜連合婦人会などの女性活動、女子教育などの設立や経営にかかわった。この背景には、たまの男女同権や女性の社会進出を推進する思想がかかわっていた。

### 婦人会
1892年（明治25年）、福三郎が現在の中区竹之丸に伝染病患者の収容を主な取り扱いとした横浜根岸病院に伝染病患者向け病棟を建築・寄付する。後に病院は横浜婦人慈善病院と改称され、稲垣寿恵子を初代会長とする横浜婦人慈善会によって運営された。
たまは1901年（明治34年）に横浜婦人慈善病院理事として経営に参加する。1913年（大正2年）、横浜婦人慈善病院が済生会に委譲されるにあたり、理事として事務作業をとりまとめた。
横浜婦人慈善会はその後も大正天皇の即位の儀に際して奉祝の相談会を開くなど活動を継続した。奉祝に際し組織された御大典奉祝横浜婦人連合会の会長に着任し、胸に着用するための小国旗の製造を主とした活動（横浜家庭製作品奨励会）を行った。
その後、横浜婦人慈善会は関東大震災発生後の救護活動をから始まった横浜婦人連合会へと合流し、たまは同会の初代会長に就任した。1927年（昭和2年）5月5日には、全国に先駆けて女性のための活動拠点としての横浜連合婦人会館が開館する。

### 横浜女子商業学校
1905年（明治38年）、たまが幹事を務める横浜婦人会は戦時中の奉仕活動を完了させるが、戦後女性への教育啓発のために、1908年（明治41年）、福三郎などを顧問とした上でたまを設立者総代として、横浜女子商業補修学校設立を申請する。同年より横浜市の認可を受けて、老松小学校校舎を使用して開校。日本初の女子夜間学校であり、入学者は4名だった。
1911年（明治44年）、野毛町に木造二階建ての独立校舎を新築するが、関東大震災で焼失。翌年1月横浜商業学校仮校舎の一部を借用して授業を再開するが、登校生徒は震災前の六分の一以下の40名だった。1925年（大正14年）、たまは前年野毛町に開校した横浜女子商業補修学校校舎の昼間を使用して、横浜女子商業学校を設立する。1935年（昭和10年）、財団法人横浜女子商業補修学校と横浜女子商業学校を統合して、財団法人横浜淑徳学園が設立。たまは初代理事長となった。